# Ridderorden in Joegoslavië
De federatieve staat Joegoslavië is na de Eerste Wereldoorlog uit Servië, Montenegro en geannexeerde Oostenrijkse en Hongaarse gebieden gevormd. Een aantal Servische ridderorden werden ook Joegoslavische orden.
Na de Tweede Wereldoorlog en de val van de monarchie werd Joegoslavië een volksrepubliek. De volksrepubliek heeft de oude ridderorden afgeschaft en orden naar het model van de socialistische orden ingesteld. Zoals in veel zaken volgde Tito ook hierin zijn eigen weg en de Joegoslavische orden zijn dan ook geen slaafse navolgingen van de Russische voorbeelden al speelden sterren ook hier een grote rol.

## Ridderorden van Servië
Servië bezat als vorstendom en koninkrijk eigen ridderorden. In 1919 werd het deel van het Koninkrijk van Serven, Kroaten en Slovenen. Na het uiteenvallen van de Joegoslavische federatie in 2006 heeft het land weer eigen ridderorden. Deze lijst noemt ook een middeleeuwse ridderlijke orde waarin Servische en Hongaarse edellieden verenigd waren.
Late middeleeuwen tot 1459
- De Orde van de Draak

Het Vorstendom Servië 1804 - 1878
- De Orde van het Kruis van Takawo

Het koninkrijk Servië 1878 - 1919
- De Orde van Sint-Sava
- De Orde van de Heilige Prins Lazarus
- De Orde van de Witte Adelaar
- De Orde van de Ster van Karageorge
- De Orde van het Rode Kruis

Na een drietal jaren het Koninkrijk van Serven, Kroaten en Slovenen geweest te zijn dwong een politieke crises de koning ertoe om het Koninkrijk Joegoslavië te stichten. Het koninkrijk dat formeel tot 1945 bestaan heeft hield de Servische ridderorden aan en stichtte een nieuwe ridderorde.
Het Koninkrijk Joegoslavië 1929 - 1945
- De Orde van de Joegoslavische Kroon 1921

## Het Vorstendom en Koninkrijk van Montenegro
- De Huisorde van Sint Petrus 1869
- De Orde van Danilo I 23 april 1853
- De Orde van Petrovich-Njegosh
- De Orde van het Rode Kruis 1913
- De Orde van de Vrijheid van Montenegro januari 1919

## Het Koninkrijk van Serven, Kroaten en Slovenen en het Koninkrijk Joegoslavië
Na de annexatie van Montenegro en enorme Oostenrijkse en Hongaarse gebieden na het Verdrag van Saint-Germain heeft het land waarvan Servië de kern was een aantal jaren deze naam gedragen. Het koninkrijk gebruikte de Servische ridderorden en heeft geen orden ingesteld, In 1929 werd het Koninkrijk omgedoopt in "Koninkrijk Joegoslavië".

## Orden tijdens de Tweede Wereldoorlog
De "Onafhankelijke Staat Kroatië" was in de Tweede Wereldoorlog een door Dr. Pavelic geregeerde fascistische satellietstaat van het Duitse Rijk. De Ustašabeweging vormde de regering en stelde een aantal onderscheidingen en ridderorden in waaronder
- De Militaire Orde van het IJzeren Drieblad
- De Orde van de Kroon van Koning Zvonimir
- De Orde van Verdienste

Bijna vijftig jaar na de val van het fascistische Kroatië werd een nieuwe republiek gesticht die zich op 25 juni 1991 als Republiek Kroatië losmaakte van Joegoslavië.

## De republiek Joegoslavië
De communistische staat onder leiding van Tito heette van 1943 tot 1945 de Federale Democratische Republiek van Joegoslavië, van 1945 tot 1963 de Federale Volksrepubliek van Joegoslavië en van 1963 tot 1992 de Socialistische Federale Republiek van Joegoslavië. Voor het decoratiestelsel heeft dit geen grote gevolgen gehad.
- De Orde van de Grote Joegoslavische Ster (Orden Jugoslavenske Velike Zvevde) 1954
- De Orde van de Joegoslavische Ster (Orden Jugoslavenske Zvevde) 1954
- De Orde van de Joegoslavische Vlag (Orden Jugoslavenske Zastave) 1961
- De Orde van de Grote Joegoslavische Ster 1954
- De Orde van Vrijheid 1947
- De Orde van Nationale Held 1944
- De Orde van Held van de Socialistische Arbeid 1950
- De Orde van Nationale Bevrijding 1945
- De Orde van de Militaire Vlag 1954
- De Partizanenster 1945

Deze onderscheiding werd in 1945 aan Maarschalk Tito verleend Gouden Lauwerkrans
- De Orde van de Republiek

De onderscheiding werd aan Maarschalk Tito verleend met Gouden Lauwerkrans 1960
- De Orde van Nationale Verdienste 1945

De onderscheiding werd in 1945 aan Maarschalk Tito verleend met een Gouden Ster
- De Orde van Broederschap en Eenheid 1945

De onderscheiding werd in 1945 aan Maarschalk Tito verleend met Gouden Lauwerkrans
- De Orde van het Volksleger met Lauwerkrans 1954
- De Orde voor Militaire Verdienste met Grote Ster 1954
- De Orde voor Dapperheid 1945

## De opvolgerstaten van Joegoslavië
Zoals Joegoslavië in een bloedige oorlog, waarin het heel Europa meesleepte, ontstond is het ook in een oorlog ten onder gegaan. De republieken die zich losmaakten stichtten hun eigen orden maar de "romp", in eerste instantie Servië, Kosovo en Montenegro, eerst de Federale Republiek Joegoslavië, later de Federale Republiek Servië en Montenegro, hield een aantal Joegoslavische orden aan. Later scheidden eerst Montenegro en later ook Kosovo zich af van Servië. De toestand van de Joegoslavische orden werd daardoor onduidelijk. Voor de ridderorden van de republieken die zich los maakten van de federatie, zie:

## De Federale Republiek Joegoslavië
Deze republiek, de vanuit Belgrado geregeerde stomp van het oude Joegoslavië heeft een aantal oude ridderorden aangehouden en nieuwe orden gesticht. De republiek werd in 2003 ontbonden. Servië en Montenegro gingen hun eigen weg.
- De Keten van de Orde van Joegoslavië 4 december 1998
- De Orde van Joegoslavië 4 december 1998
- De Orde van de Grote Joegoslavische Ster 4 december 1998

Een voortzetting van de oude door Tito ingestelde orde.
- De Orde van de Vrijheid 4 december 1998
- De Orde van de Nationale Held 4 december 1998
- De Orde van de Joegoslavische Vlag 4 december 1998

Een voortzetting van de oude door Tito ingestelde orde.
- De Orde van de Oorlogsvlag 4 december 1998
- De Orde van de Joegoslavische Ster 4 december 1998

Een voortzetting van de oude door Tito ingestelde orde.
- De Orde van Verdienste van de Federale Republiek Joegoslavië 4 december 1998
- De Orde van het Zegevierende Zwaard 4 december 1998
- De Orde van het Joegoslavische Leger 4 december 1998
- De Orde van Nemanja 4 december 1998
- De Orde van Njegoš 4 december 1998
- De Orde van Vuk Karadžić 4 december 1998
- De Orde van Tesla 4 december 1998
- De Orde van de Arbeid 4 december 1998
- De Orde van Dapperheid 4 december 1998
- De Orde van Verdienste voor Verdediging en Veiligheid 4 december 1998

## De RepubliekServië en Montenegro
- De Keten van de Orde van Joegoslavië (Servisch: Orden Jugoslavije na Velikoj Ogrlici")
- De Orde van de Grote Joegoslavische Ster (Servisch: "Orden Jugoslavenske Velike Zvezde")
- De Orde van de Vrijheid (Servisch: "Orden Slobode")
- De Orde van de Nationale Held (Servisch: "Orden Narodnog Heroja")
- De Orde van de Joegoslavische Vlag (Servisch: "Orden Jugoslavenske Zastave")
- De Orde van de Oorlogsvlag (Servisch: "Orden Ratne Zastave") de vroegere Joegoslavische Orde van de Militaire Vlag
- De Orde van de Joegoslavische Ster (Servisch: "Orden Ratne Zastave")
- De Orde van Verdienste van de Federale Republiek Joegoslavië (Servisch: "Orden Zasluga za Saveznu Republiku Jugoslaviji")
- De Orde van het Ridderzwaard (Servisch: "Orden Viteskog Maca")
- De Orde van het Joegoslavische Leger (Servisch: "Orden Vojsuke Jugoslavije") de vroegere Joegoslavische Orde van het Volksleger
- De Orde van Nemanja (Servisch: "Orden Nemanje")
- De Orde van Njegoš (Servisch: "Orden Njegoša")
- De Orde van Vuk Karadžić (Servisch: "Orden Vukova Karadžića")
- De Orde van Tesla (Servisch: "Orden Tesle")
- De Orde van de Arbeid (Servisch: "Orden Rada")
- De Orde van Dapperheid (Servisch: "Orden za Hrabrost")
- De Orde van Verdienste voor Defensie en Veiligheid (Servisch: "Orden za Zasluge u Oblasti Odbrane i Bezbednosti")

## De RepubliekServië
- De Keten van de Orde van Joegoslavië (Servisch: Orden Jugoslavije na Velikoj Ogrlici")
- De Orde van de Grote Joegoslavische Ster (Servisch: "Orden Jugoslavenske Velike Zvezde")
- De Orde van de Vrijheid (Servisch: "Orden Slobode")
- De Orde van de Nationale Held (Servisch: "Orden Narodnog Heroja")
- De Orde van de Joegoslavische Vlag (Servisch: "Orden Jugoslavenske Zastave")
- De Orde van de Oorlogsvlag (Servisch: "Orden Ratne Zastave") de vroegere Joegoslavische Orde van de Militaire Vlag
- De Orde van de Joegoslavische Ster (Servisch: "Orden Ratne Zastave")
- De Orde van Verdienste van de Federale Republiek Joegoslavië (Servisch: "Orden Zasluga za Saveznu Republiku Jugoslaviji")
- De Orde van het Ridderzwaard (Servisch: "Orden Viteskog Maca")
- De Orde van het Joegoslavische Leger (Servisch: "Orden Vojsuke Jugoslavije") de vroegere Joegoslavische Orde van het Volksleger
- De Orde van Nemanja (Servisch: "Orden Nemanje")
- De Orde van Njegoš (Servisch: "Orden Njegoša")
- De Orde van Vuk Karadžić (Servisch: "Orden Vukova Karadžića")
- De Orde van Tesla (Servisch: "Orden Tesle")
- De Orde van de Arbeid (Servisch: "Orden Rada")
- De Orde van Dapperheid (Servisch: "Orden za Hrabrost")
- De Orde van Verdienste voor Defensie en Veiligheid (Servisch: "Orden za Zasluge u Oblasti Odbrane i Bezbednosti")

## Ridderorden vanMontenegro
De Republiek Montenegro ontstond toen het Montenegrijnse parlement het land op 3 juni 2006 onafhankelijk verklaarde, De confederatie van twee deelstaten, onder de naam Servië en Montenegro, het restant van Joegoslavië, werd zo ontbonden.
In 2007 werden weer eigen onderscheidingen ingesteld.
- De Orde van Nemanja 2006
- De Orde van de Republiek Montenegro (Orden Republike Crne Gore)
- De Order van de Grote Ster van Montenegro (Orden Crnogorske velike zvijezde)
- De Orde van de Montenegrijnse Vlag (Orden Crnogorske zastave)
- De Orde voor Heldendom (Orden za hrabrost)
- De Orde van de Arbeid (Orden rada)

## Ridderorden van Kroatië
Kroatië verklaarde zich op onafhankelijk van de Joegoslavische federatie. De Kroatische regering viel terug op de rijke geschiedenis van het land en de ook al door de fascistische Onafhankelijke Staat Kroatië gebruikte vormen om ridderorden te benoemen en vorm te geven.
- De Orde van Koningin Jelena
- De Orde van Koning Peter Kresimir IV
- De Orde van Prins Domagoj
- De Orde van Hertog Branimir
- De Orde van Hertog Trpimir
- De Orde van Nikola Subic Zrinski
- De Orde van Ban Jelacic
- De Orde van Ante Starcevic
- De Orde van Stjepan Radic
- De Orde van de Ster van Kroatië
- De Orde van het Kroatische Kruis
- De Orde van het Kroatische Klaverblad
- De Orde van het Kroatische Geblokte Kruis

## Ridderorden vanBosnië en Herzegovina
Bosnië en Herzegovina, een staat bestaande uit de landstreken Bosnië en Herzegovina, is als zelfstandige republiek ontstaan door uiteenvallen van het voormalige Joegoslavië.
Als stichtingsdag geldt de 5e april 1992.
Na het uitroepen van de onafhankelijkheid in april 1992 brak de Bosnische Oorlog uit, die na internationaal ingrijpen in 1995 eindigde met het verdrag van Dayton. Sindsdien is het land verdeeld in twee entiteiten: De Federatie van Bosnië en Herzegovina (Federacija Bosna i Hercegovina), en een Servische entiteit: de Servische Republiek (Republika Srpska).
In deze laatste is Banja Luka de belangrijkste stad, grondwettelijk is Sarajevo de hoofdstad. Naast de voornoemde twee deelrepublieken is er het federaal district Brcko.
Er zijn federale ridderorden maar ook de twee deelrepublieken hebben tijdens de oorlog tal van onderscheidingen ingesteld.
- De Orde van de Gouden Lelie
- De Orde van de Vrijheid
- De Orde van de Helden van de Bevrijdingsoorlog
- De Orde van de Vrede
- De Orde van de Republiek
- De Orde van de Bevrijding
- De Orde van het Gouden Wapenschild met de Zwaarden
- De Orde van Militaire Verdienste
- De Orde van Kulin Ban
- De Orde van de Draak van Bosnië
- De Orde van het Bosnische Wapen

Het land is door de bepalingen van het verdrag van Dayton verdeeld in de Federatie van Bosnië en Herzegovina, de Servische Republiek of "Republika Srpska" en het Federaal District Brcko.
Van deze staatsrechtelijke "entiteiten" heeft in ieder geval de republiek Srpska eigen ridderorden.

## Ridderorden vanSlovenië
- De Orde van de Vrijheid van de Republiek Slovenië
- De Orde voor Bijzondere Diensten
- De Gouden Orde van Burgerlijke Verdienste
- De Gouden Orde van Diplomatieke en Internationale Verdienste
- De Gouden Orde van Verdienste op Militair en Veiligheidsgebied
- De Zilveren Orde van Burgerlijke Verdienste
- De Zilveren Orde van Diplomatieke en Internationale Verdienste
- De Zilveren Orde van Verdienste op Militair en Veiligheidsgebied
- De Orde van Burgerlijke Verdienste
- De Orde van Diplomatieke en Internationale Verdienste
- De Orde van Verdienste op Militair en Veiligheidsgebied
- De Orde van Generaal Maister
- De Orde van het Sloveense Leger

## Ridderorden vanMacedonië
- De Orde van de Republiek Macedonië
- De Orde van 8 september
- De Orde van Ilinden
- De Orde van Verdienste van de Republiek Macedonië
- De Orde van Militaire Verdienste

Orde van de Grote Joegoslavische Ster ·
Orde van de Joegoslavische Ster ·
Orde van de Joegoslavische Vlag ·
Orde van Vrijheid ·
Orde van Nationale Held ·
Orde van Held van de Socialistische Arbeid ·
Orde van Nationale Bevrijding ·
Orde van de Militaire Vlag ·
Partizanenster ·
Orde van de Republiek ·
Orde van Nationale Verdienste ·
Orde van Broederschap en Eenheid ·
Orde van het Volksleger ·
Orde voor Militaire Verdienste ·
Orde voor Dapperheid ·
Keten van de Orde van Joegoslavië ·
Orde van Verdienste van de Federale Republiek Joegoslavië ·
Orde van het Ridderzwaard ·
Orde van Nemanja ·
Orde van Njegoš ·
Orde van Vuk Karadžić ·
Orde van Tesla ·
Orde van de Arbeid ·
Orde van Dapperheid ·
Orde van Verdienste voor Defensie en Veiligheid
Zie ook: Ridderorden in Joegoslavië
Orde van de Heilige Prins Lazarus · Orde van de Ster van Karageorge · Orde van Milos de Grote · Orde van de Witte Adelaar · Orde van het Kruis van Takawo · Orde van Sint-Sava · Orde van de Joegoslavische Kroon · Onderscheiding van Prinses Nathalie · Onderscheiding van Koningin Nathalie
Zie ook: Ridderorden in Servië · Ridderorden in Joegoslavië